# کوه ارمنی
کوه ارمنی در شمال کبوترآهنگ در استان همدان واقع شده‌است. ارتفاع بلندترین قلهٔ آن به ۲۰۰۵ متر می‌رسد.